# ネクシード
ネクシード株式会社（英: Nexeed）は、日本の芸能事務所。日本芸能マネージメント事業者協会会員。

## 略歴
2010年4月にプライムウェーブ株式会社と合併し、プライムウェーブ・ネクシード株式会社となるが、2013年7月1日に分社し再度、設立する。主に声優のマネージメント業を行い、声優の養成を東京都ではプランダスと共同で声優養成所「&」（アンド）を、大阪府ではケンユウオフィス、プランダス、ステイラックと共同で養成所「K.N.P.S,BRAINS」を運営している。
また、洋画作品の日本語字幕版、吹替版の制作を行う他、映画製作に関する業務を請け負っている。

## 所属タレント
2025年8月時点。
男性
- 三上哲
- 黒澤剛史
- 赤坂柾之
- 山中誠也
- 阿部竜一
- 相樂真太郎

女性
- ちふゆ
- 早川舞
- 押川チカ
- 川岸上子
- 米倉希代子
- 桜井ひとみ

### 声のみ預かり
男性
- 根本明宏
- 野地将年

女性
- 兎本有紀

### 預かり
男性
- 大井津海里
- 大塚壮晴
- 川上大輝
- 陣之内律
- 瀬尾涼介
- 竹内昂
- 生井沢優太
- 裕樹
- 槇野晃太郎
- 志羽泰生
- 福澤雄基
- 橋口涼
- 古関秀成
- 林リョーマ
- 岡田洋志
- 吉田マジロ

女性
- 朝陽ましろ
- 氏家はつみ
- 臼井美紗子
- 梅子サヲリ
- うるちまい子
- 大﨑陽香
- 沖田優衣
- 鹿野ゆうな
- 窪田愛
- 黒木涼花
- 篠沢奈穂
- 橋爪千明
- 橋本莉沙
- 馬場菜緒
- 日南亜耶琴
- 札野七海
- 宮脇まこ都
- 本丘りさ
- 山崎亜弓
- 桐島ゆか
- 忠地沙織
- 奥永愛果
- 南見笑凪
- 長塚さとみ
- 新宮憧子

## 元所属タレント
- 井川秀栄（現所属：プロダクション・タンク）
- 市川ひかる（現所属：MIT GATHERING）
- 伊藤有希（フリー）
- 遠藤航
- 大橋勇人
- 緒形幹太（現所属：緒形事務所）
- 花倉桔道（フリー）
- 菊永あかり（現所属：アミュレート）
- 後藤淳一（在籍中に死去、永劫所属扱い）
- 篠原千佳
- 志摩淳（現所属：アクロスエンタテインメント）
- 清水阿弥
- 新崎結梨
- 芹沢里桜
- 園岡新太郎（声のみ預かり）
- 竹村知美（引退）
- 田中美麗
- 樋浦茜子
- 藤原満
- 真衣ひなの
- 松本佳奈
- 水村拓未
- 宮内里砂
- 森野彰太
- 安國愛菜
- 梨花まゆり（活動休止）
- 渡辺明佳（現所属：マウスプロモーション）

## 関連会社
- ニューセレクト
- アルバトロス・フィルム